# 67. ročník udílení Filmových cen Britské akademie
67. ročník udílení Filmových cen Britské akademie se konal v Royal Opera House v Londýně 16. února 2014. Moderátorem ceremoniálu byl Stephen Fry. Ocenění se předávalo nejlepším filmům a dokumentů britským i mezinárodním, které se promítaly v britských kinech v roce 2013. Nejvíce ocenění získal film Gravitace, celkem 5 cen. Nominace byly oznámeny 8. ledna 2014.

## Vítězové a nominovaní

### Academy Fellowship
- Helen Mirrenová

### Outstanding British Contribution to Cinema
- Peter Greenaway

| Nejlepší film | Nejlepší režisér |
| --- | --- |
| 12. let v řetězech - Špinavý trik - Kapitán Phillips - Gravitace - Philomena | Alfonso Cuarón – Gravitace - Paul Greengrass – Kapitán Phillips - Steve McQueen – 12 let v řetězech - David O. Russell – Špinavý trik - Martin Scorsese – Vlk z Wall Street |
| Nejlepší herec v hlavní role | Nejlepší herečka v hlavní roli |
| Chiwetel Ejiofor – 12 let v řetězech - Leonardo DiCaprio – Vlk z Wall Street - Christian Bale – Špinavý trik - Tom Hanks – Kapitán Phillips - Bruce Dem – Nebraska                                   | Cate Blanchettová – Jasmíniny slzy - Sandra Bullock – Gravitace - Judi Denchová – Philomena - Amy Adamsová – Špinavý trik - Emma Thompsonová – Zahraňte pana Bankse |
| Nejlepší herec ve vedlejší roli | Nejlepší herečka ve vedlejší roli |
| Barkhad Abdi – Kapitán Phillips - Daniel Brühl – Rivalové - Bradley Cooper – Špinavý trik - Michael Fassbender – 12 let v řetězech - Matt Damon – Liberace!                                          | Jennifer Lawrenceová – Špinavý trik - Lupita Nyong'o – 12 let v řetězech - Julia Robertsová – Blízko od sebe - Sally Hawkins – Jasmíniny slzy - Oprah Winfreyová – Komorník |
| Nejlepší původní scénář | Nejlepší adaptovaný scénář |
| Eric Warren Singer a David O. Russell – Špinavý trik - Alfonso Cuarón a Jonás Cuarón – Gravitace - Woody Allen – Jasmíniny slzy - Joel a Ethan Coen – V nitru Llewyna Davise - Bob Nelson – Nebraska | Steve Coogan a Jeff Pope – Philomena - John Ridley – 12 let v řetězech - Richard LaGravenese – Liberace! - Billy Ray – Kapitán Phillips - Terence Winter – Vlk z Wall Street |
| Nejlepší kamera | Nejlepší debut – scénář, režie nebo produkce |
| Emmanuel Lubezki – Gravitace - Sean Bobbitt – 12 let v řetězech - Barry Ackoyd – Kapitán Phillips - Bruno Delbonnel – V nitru Llewyna Davise - Phedon Papamichael – Nebraska                         | Kieran Evans (režisér/scenárista) – Kelly + Victor - Colin Carberry (scenárista) a Glenn Patterson (scenárista) – Good Vibrations - Scott Graham (režisér/scenárista) – Shell - Kelly Marcel (scenárista) – Zachraňte pana Bankse - Paul Wright (režisér/scenárista) a Polly Stokes (producent) – Za ty v nebezpečí |
| Nejlepší britský film | Nejlepší dokument |
| Gravitace - Mandela: Dlouhá cesta ke svobodě - Philomena - Rivalové - Zachraňte pana Bankse - Sobecký obr                                                                                            | Způsob zabíjení - Armstrongova lež - Černý zabiják - Jak se krade tajemství: Příběh Wikileaks - Tim's Vermmer |
| Nejlepší původní hudba | Nejlepší zvuk |
| Steven Price – Gravitace - John Williams – Zlodějka knih - Henry Jackman – Kapitán Phillips - Thomas Newman – Zachraňte pana Bankse - Hans Zimmer – 12 let v řetězech                                | Gravitace - Vše je ztraceno - Kapitán Phillips - V nitru Llewyna Davise - Rivalové |
| Nejlepší produkční design | Nejlepší speciální efekty |
| Velký Gatsby - 12 let v řetězech - Špinavý trik - Gravitace - Liberace! | Gravitace - Hobit: Šmakova dračí poušť - Iron Man 3 - Pacific Rim - Útok na Zemi - Star Trek: Do temnoty |
| Nejlepší kostýmní design | Nejlepší masky |
| Velký Gatsby - Špinavý trik - Vášeň mezi řádky - Liberace! - Zachraňte pana Bankse | Špinavý trik - Liberace! - Komorník - Velký Gatsby - Hobit: Šmakova dračí poušť |
| Nejlepší střih | Nejlepší cizojazyčný film |
| Rivalové - 12 let v řetězech - Kapitán Phillips - Gravitace - Vlk z Wall Street | Velká nádhera - Život Adele - Způsob zabíjení - Metro Manila - Wadjda |
| Nejlepší animovaný film | Nejlepší krátký animovaný film |
| Ledové království - Já, padouch 2 - Univerzita pro příšerky | Sleeping with the Fishes - Everything I Can See from Here - I Am Tom Moody |
| Nejlepší krátkometrážní film | Vycházející hvězda |
| Room 8 - Island Queen - Keeping Up with the Joneses - Láska až za oběžnou dráhu - Sea View | Will Poulter - Dane DaHaan - George Mackay - Lupita Nyong'o - Léa Seydouxová |